# Перукані (водоспад)
Водоспад Перакауні є одним з найбільш зафотографованих водоспадів у Новій Зеландії і навіть зображений на поштовій марці, випущеній в 1976 році. Мовою Маорі слово «Purakaunui» означає «велика купа дров», швидше за все маючи на увазі ліс оточуючий цей водоспад.Водоспад розташований в красивому регіоні Катлінс на Південному Острові Нової Зеландії, в 17 км від найближчого містечка Овакі або в 2 годинах їзди від міста Дунедін. Дорога до водоспаду добре позначена і щоб дістатися до парковки і початку стежки, потрібно з шосе Papatowai Hwy звернути або на Warnock Road або на Waikoato Valley Road і потім на Purakaunui Falls Road. Десятихвилинна стежка веде вздовж річки Перакауні і закінчується оглядовим майданчиком прямо біля водоспаду.

## Назва
Мовою маорі слово «Purakaunui» означає «велика купа дров», швидше за все маючи на увазі ліс оточуючий цей водоспад.

## Розташування
Водоспад розташований в красивому регіоні Катлінс на Південному Острові Нової Зеландії, в 17 км від найближчого містечка Овакі або в 2 годинах їзди від міста Дунедін.